# Ômer

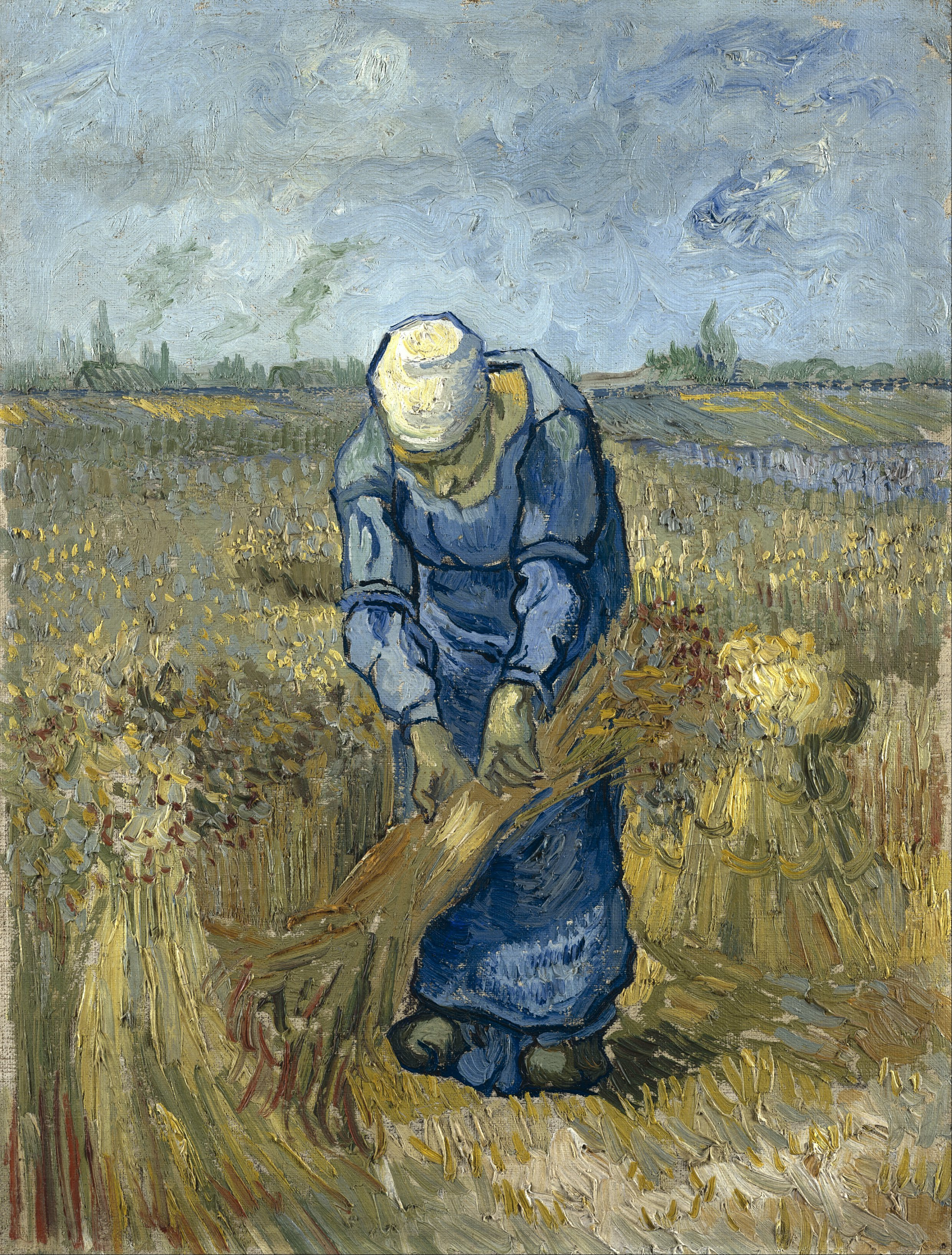
Mulher camponesa ceifando trigo, por Vincent van Gogh

Ômer (em hebraico:  עֹ֫מֶר ōmer) é uma antiga unidade israelita de medida seca usado na época do Templo em Jerusalém. Ele é usado na Bíblia como uma antiga unidade de volume para grãos e produtos secos, e a Torah menciona como sendo igual a um décimo de ephah. De acordo com a Enciclopédia Judaica (1906), um ephah foi definido como logs, e o Log era igual à suméria mina, que era ela mesma definida como uma sexagésima de maris; O Ômer era uma medida de cevada (aproximadamente 2,2 l) que os judeus levavam ao Templo de Jerusalém como minchá ou oferenda vespertina no segundo dia de Pêssach (Páscoa). o omer era assim igual a cerca de 12⁄100 de um maris. O maris foi definido como sendo a quantidade de água igual em peso a um talento real leve talento, e era assim igual a cerca de 30,3 litros, fazendo o  omer  igual a cerca de 3,64 litros. A "Bíblia de Estudo Judaica" (2014), no entanto, coloca o "omer" em cerca de 2,3 litros.